# Резня в Саскачеване
4 сентября 2022 года в канадской провинции Саскачеван на территории общины коренных народов произошла большая поножовщина, в результате которой 12 человек были убиты и 18 получили ранения. Это одно из самых массовых убийств в истории Канады. 

## Ход событий
По всей провинции Саскачеван было объявлено чрезвычайное положение, которое затем распространилось на Манитобу и Альберту. Полиция объявила в розыск двух подозреваемых: братьев Дэмиена и Майлза Сандерсонов. 5 сентября Дэмиен был найден мертвым с множественными ранениями. 7 сентября, около 15:30, Майлз сдался и был арестован после того, как полиция остановила его автомобиль  в Ростерне в штате Саскачеван. Позже в тот же день он умер в полицейском участке от передозировки наркотиков. 
6 октября RCMP заявила, что у неё есть доказательства того, что Майлз Сандерсон несёт единоличную ответственность за все одиннадцать убийств, включая убийство его брата Дэмиена.
7 сентября королева Елизавета II  выразила соболезнования в связи с этим трагическим событием. На следующий день королева умерла, и это стало её последним общественным заявлением.